# خوسيه ألاركون (سياسي)
خوسيه ألاركون هو سياسي إسباني، ولد في 1878 في خوميا في إسبانيا، وتوفي في 11 مارس 1940 في لقنت في إسبانيا. نشط حزبياً في الحزب الاشتراكي العمالي الإسباني. وقد انتخب عضو المجلس المحلي ‏ بيغو (1933 – 1939).